# دینز آگای
دینز آگای (به انگلیسی: Denes Agay) (زاده ۱۰ ژوئن ۱۹۱۱ - درگذشتهٔ ۲۴ ژانویه ۲۰۰۷) آهنگساز، تنظیم‌کننده و نویسندهٔ آمریکایی متولد مجارستان بود.

## پیشینه
آگای در دهکده‌ای کوچک و نزدیک به بوداپست متولد و بزرگ شد و نواختن پیانو را از سن ۳ سالگی آغاز کرد. در سال ۱۹۳۴ تحصیلات موسیقی خود را در آکادمی موسیقی فرانتس لیست در بوداپست، تکمیل نمود. آگای دکترای خود را نیز از دانشگاه بوداپست دریافت نمود.

## حرفه و آثار
آگای ارکستر فیلارمونیک بوداپست را در اجرای یکی از سمفونی‌هایش، رهبری نمود. از دیگر فعالیت‌های او به عنوان آهنگساز فیلم، می‌توان از موسیقی پس زمینه در صحنه‌ای از فیلم خلسه با بازی هدی لامار که در سال ۱۹۳۳ ساخته شده‌است، نام برد.
آگای یهودی‌تبار بود و پس از ظهور نازیسم، در سال ۱۹۳۹، به نیویورک مهاجرت کرد. در سال ۱۹۴۲ یک شهروند آمریکایی شد و به ارتش پیوست. پدر و مادر آگای، در اردوگاه آشویتس درگذشتند. پس از جنگ جهانی دوم، آگای به عنوان معلم، آهنگساز و ناشر به فعالیت خود ادامه داد و همچنین به عنوان رهبر و تنظیم‌کننده در برنامهٔ Guest Star در NBC فعالیت کرد. کتاب‌های او در زمینهٔ موسیقی به بیش از ۹۰ اثر می‌رسد که می‌توان به مجموعهٔ چند جلدی مقدمات پیانو به نام «کتابخانهٔ پیانیست جوان» اشاره کرد همچنین در سال ۱۹۷۵ میلادی گلچینی مشهور به نام «دوست‌داشتنی‌ترین و محبوب‌ترین آهنگ‌های مردم آمریکا» را معرفی نمود. سری مشهور … Joy of از دیگر آثار معروف آگای می‌باشد. «هنر تدریس پیانو» کتابی معتبر و کاربردیست که در ۲ جلد گردآوری شده‌است و از مجموعهٔ مقالات متنوع در زمینهٔ تدریس پیانو تشکیل و به همت گروهی از نویسندگان نوشته شده‌است؛ آگای نگارش برخی از مقالات آن و همچنین تنظیم اثر را برعهده داشته‌است. دانش و آگاهی همه‌جانبه نسبت به تمامی مفاهیم مرتبط با موسیقی و فرایند پداگوژی، تمایز قائل شدن در انتخاب و گزینش مطالب و محتوای آموزشی و برقراری ارتباطی ساده و صمیمی با شاگردان، ۳ مولفهٔ اساسی یک معلم موسیقی ایدئال از نظر دینز آگای می‌باشد؛ نحوهٔ دستیابی به این جوانب و مشخصه‌های جامع و فراگیر، موضوعات اصلی و پایه‌ای «آموزش پیانو» را شکل می‌دهد و دینز آگای کوشیده‌است در این کتاب ۲ جلدی به صورت گسترده و با ذکر تمامی جزئیات به تشریح و تفسیر قابل قبولی از آن‌ها بپردازد. همچنین علاوه بر راهنمایی و ذکر نکات مرتبط با همهٔ موارد فنی، نظری و عملی، بخش‌هایی از کتاب به الزامات در اجرای پیانو و مهارت‌های پایه‌ای اختصاص داده شده‌است. به علاوه این آموزش‌ها به صورت اختصاصی و مجزا برای هر یک از گروه‌های مبتدیان خردسال، مبتدیان بزرگسال و کودکان معلول ارائه شده‌است. همچنین موضوعاتی از قبیل برگزاری کلاس‌های گروهی پیانو و رسیدگی و حل مشکلات مرتبط با رسیتال‌ها، از دیگر مواردی است که در این کتاب به بحث گذاشته شده‌است.
سبک و سیاق از دورهٔ باروک تا معاصر و اطلاعات وافر در ارتباط با تمامی جنبه‌های موسیقی در قرن بیستم به همراه بررسی سبک‌های مشهور و متداول آن زمان نیز در این کتاب مورد تجزیه، تحلیل و ارزیابی قرار گرفته‌است. این کتاب را می‌توان هَندبوکی معتبر و صریح دانست زیرا به گونه‌ای طراحی شده‌است که معلمان می‌توانند آن را به عنوان یک راهنمای همیشگی و قابل اعتماد برای استفادهٔ هر روزهٔ خود در نظر بگیرند. همچنین کتاب «از باروک تا معاصر» اثر دیگری از اوست که به زبان فارسی ترجمه و توسط نشر هم‌آواز منتشر شده‌است.
آگای همچنین به حرفهٔ آهنگسازی ادامه داد؛ سونات شمارهٔ ۳ او، شاهکاری است که اغلب توسط نوازندگان جوان در رسیتال‌های پیانو، اجرا می‌شود. چندین اثر دینز آگای در زمینهٔ پیانو به عنوان «بهترین اثر سال» استناد شده‌است و مقالات او در زمینهٔ موسیقی‌شناسی و پداگوژی اغلب در نشریات دوره‌ای، منتشر می‌شوند.
آگای در سال ۲۰۰۷ میلادی و در سن ۹۵ سالگی در لس‌آلتوس کالیفرنیا دیده از جهان فروبست.